# Mikkel Thorup (idéhistoriker)
|  | Ikke at forveksle med datalogen Mikkel Thorup |
Mikkel Thorup (født 22. august 1973 i Aarhus) er en dansk idéhistoriker, der 1. maj 2019 er udnævnt til professor i idehistorie. Han har tidligere været professor MSO i markedskultur ved Aarhus Universitet. Mikkel Thorup forsker inden for politisk og økonomisk idéhistorie, og han er leder for Danmarks eneste forskningsenhed på området. Thorup har desuden beskæftiget sig indgående med identitetspolitik, feminisme og kønsforskning, og han er ofte i medierne.

## Opvækst og karriere i Aarhus
Mikkel Thorup er opvokset i forstaden Risskov ved Aarhus og er almen student fra Risskov Gymnasium. I sin ungdom var han medlem af Rød Ungdom og udgav i 1997 bogen Højrefløjens rædselskabinet på Rød Ungdoms Forlag. Han var allerede i sin studietid særligt optaget af de politiske ideers historie, og han blev cand.mag. i idéhistorie og samfundsfag ved Aarhus Universitet i 2002. I 2006 blev han ph.d. i idéhistorie samme sted på en afhandling om fjendskabets berettigelse med titlen In Defence of Enmity - Critiques of Liberal Globalism, der blandt andet var inspireret af den tyske politiske filosof Carl Schmitt. I 2007 blev han adjunkt og i 2010 lektor ved Afdeling for Idéhistorie på Aarhus Universitet. 1. november 2015 blev han professor MSO i markedskultur samme sted og i 2019 fuld professor. Han var desuden leder af Forskningsenheden for den politiske og økonomiske tænknings historie ved Århus Universitet. I 2012 modtog han et legat fra Veluxfonden til et forskningsprojekt om den økonomiske rationalitets idéhistorie, og i 2015 modtog han 5,5 millioner fra Det Frie Forskningsråd til forskningsprojektet Contested Property Claims: Moral Reasoning about Property and Justice in Practice, Debate and Theory.

## Forskning
Mikkel Thorup har et omfattende forfatterskab, der især koncentrerer sig om politisk og økonomisk idéhistorie samt emner som voldens og krigens idéhistorie. Han har skrevet bøger om forbindelsen mellem fortidens pirater og nutidens terrorister, statens idéhistorie, fjendskabet og politiske massemordere. Desuden har han skrevet om racisme, sortes rettigheder og feminisme. Mikkel Thorup har skrevet adskillige bøger og artikler, herunder Antifeminisme - kvindehad i lighedens tidsalder, der er en kritik af modstanden mod feminismen. I 2021 var han desuden medredaktør på bogen Klimaets idehistorie. Senere har han blandt andet forsvaret identitetspolitikken i bogen Kampen om identitetspolitik .

## Bøger og antologier
- Kampen om identitetspolitik, 2022
- Klimaets idehistorie, Aarhus: Baggrund 2021
- Samtidens idehistorie, Aarhus: Baggrund 2021
- Antifeminisme - kvindehad i lighedens tidsalder, 2020
- Hvad er idehistorie? 2019
- Uhørt! Idéhistorien læser Donald Trump, Aarhus: Baggrund 2017
- History of Economic Rationalities. Economic Reasoning as Knowledge and Practice Authorities, Cham: Springer 2017
- Du skylder! Om økonomisk og moralsk gæld, Aarhus: Klim 2016
- De uforsvarlige. Politiske massemordere, Aarhus: Aarhus Universitetsforlag 2016
- Intellectual History of Economic Normativities, Palgrave Macmillan 2016
- Statens idéhistorie. Magt, vold og politik, Aarhus: Aarhus Universitetsforlag 2016
- Pengene og livet. historier om marked og moral, København: Informations forlag 2015
- Den franske revolution, Aarhus: Slagmarks skyttegravsserie 2015
- Pro Bono? Winchester & Washington: Zero Books 2015
- The Total Enemy. Six chapters of a violent idea, Eugene, Or: Wipf and Stock 2015
- Jean-Jacques Rousseau, København: Jurist- og Økonomforbundets forlag 2015
- Thomas Hobbes, København: Jurist- og Økonomforbundets forlag 2014
- Distinktion. Scandinavian Journal of Social Theory, vol. 15, nr. 1, 2014, tema: Virtual Money
- Sårbarheder. Globalisering, militarisering og terrorisering fra murens fald og til i dag, Aarhus: Aarhus Universitetsforlag 2013
- Intellectual History. 5 Questions, København Automatic Press 2013
- Den amerikanske revolution, Aarhus: Slagmark 2012
- Kapitalismens ansigter, Aarhus: Philosophia 2012
- Rousseau and Revolution, London & New York: Continuum 2011
- An Intellectual History of Terror. War, Violence and the State, London & New York: Routledge 2010
- Hannah Arendt: Eksistens og religion - tænkning mellem tradition og modernitet, Aarhus: Klim 2010
- Quentin Skinner: Politik og historie, København: Hans Reitzels Forlag 2009
- Jean-Jacques Rousseau: Politiske skrifter, Aarhus: Klim 2009
- Fornuftens perversion. Modoplysning og 200 års krig mod fornuftens herredømme, Aarhus: Aarhus Universitetsforlag 2008 [udkommet på serbisk som Perverzija Razuma, Beograd: Albatros Plus 2013]
- Pirater, terrorister og stater, Aarhus: Klim 2008
- Den ondeste mand i live? Læsninger af og mod Carl Schmitt (Museum Tusculanum 2007)
- Antiterrorismens idéhistorie - stater og vold i 500 år (Århus Universitetsforlag 2007)
- Distinktion nr. 15/2007
- Totalitarisme - venskab og fjendskab (Århus Universitetsforlag)
- Slagmark nr. 48/2007: Begrebshistorie
- Den skotske oplysning (Slagmarks skyttegravsserie 2006)
- David Held: Kosmopolitik (Århus Universitetsforlag 2006)
- Slagmark nr. 43/2005: Carl Schmitt
- Slagmark nr. 41/2004: Kosmopolis
- At tænke globalt (Hans Reitzels forlag 2004)
- Højrefløjens rædselskabinet : en bog om Den Danske Forening. Rød Ungdom 1997